# Bożysława Kapica
Bożysława Kapica (ur. 10 kwietnia 1946) – polska piosenkarka, śpiewaczka operowa.

## Początki kariery
Zadebiutowała w 1963 w zespole przy Osiedlowym Domu Kultury w Garwolinie. W 1963 zaśpiewała piosenkę Konik na biegunach w konkursie Uśmiech i piosenka organizowanym przez Telewizję Polską. W roku 1964 współpracowała z zespołem Nastolatki, z którym wystąpiła na II Krajowym Festiwalu Piosenki Polskiej w Opolu. W tym samym roku śpiewała również w Klubie Studenckim „Stodoła”. Do końca lat 60. uczyła się; ukończyła studia w Państwowej Szkole Architektury, następnie studiowała na wydziale wokalnym Państwowej Szkoły Muzycznej w Warszawie. W 1969 zajęła III miejsce na Kiermaszu Piosenki Studenckiej w Warszawie. W 1970 roku na Festiwalu Artystycznym Młodzieży Akademickiej uzyskała II miejsce. Od maja 1970 występowała w Klubie Piosenki ZAKR w Warszawie. W 1971 w koncercie Debiuty otrzymała l nagrodę na IX Krajowym Festiwalu Piosenki Polskiej w Opolu wykonując piosenkę Tak miało być, nie było. W 1977 wystąpiła na Festiwalu w Opolu z piosenką Szkoda róż.

## Dalsza kariera
W latach 80. śpiewała w Operze Wrocławskiej, śpiewała partię Izabeli we Włoszce w Algierze, czy Cześnikową i Jadwigę w Strasznym dworze. W 1989 zakończyła śpiewanie w Operze Wrocławskiej i wyjechała do Niemiec, gdzie kontynuowała karierę śpiewaczki operowej.

## Nagrody i festiwale
Opracowano na podstawie materiału źródłowego.
- 1963 – I miejsce w eliminacjach do konkursu Uśmiech i piosenka.
- 1963 – IV miejsce w ogólnopolskim konkursie Uśmiech i piosenka.
- 1964 – Udział z zespołem Nastolatki na II Krajowym Festiwalu Piosenki Polskiej w Opolu.
- 1969 – III miejsce na Kiermaszu Piosenki Studenckiej w Warszawie.
- 1970 – Występy w Klubie Piosenki ZAKR w Warszawie.
- 1970 – II nagroda na Festiwalu Artystycznym Młodzieży Akademickiej w Warszawie.
- 1973 – Udział w Koncercie Przyjaźni na IX Festiwalu Piosenki Radzieckiej w Zielonej Górze.
- 1977 – Udział w koncercie Z piosenką bliżej na XV Krajowym Festiwalu Piosenki Polskiej w Opolu.

## Dyskografia
Opracowano na podstawie materiału źródłowego.
- Solo:
  - PWP Ruch R0419 – Nigdy
- Składanki:
  - Muza XL0793; Debiuty – Opole '71 – Tak miało być, nie było
  - Pronit SLP4001/2; Lato muminków – Niestety w teatrze
  - PWP Ruch R0071-II – Barok
  - Wifon NK536; Lato Muminków 2 – Niestety w teatrze